# El Pobrecito Hablador
El Pobrecito Hablador fue una revista editada en Madrid entre 1832 y 1833, obra de Mariano José de Larra.

## Descripción
Llevó el subtítulo «revista satírica de costumbres, etc., etc., por el Bachiller Juan Pérez de Munguía». Fue impresa en 8.° en la imprenta de Repullés, en Madrid, entre agosto de 1832 y marzo de 1833.
Mariano José de Larra, con el seudónimo de Pérez de Munguía, fue el autor de la publicación, de la que salieron 14 números o cuadernos. En el tomo I de las obras completas de Larra (Madrid, 1843) se reprodujeron los citados 14 números. El carácter de publicación periódica de la obra ha sido puesto en duda, habiendo llegado a ser considerada una serie de folletos sueltos.